# NGC 1974
NGC 1974 est un amas ouvert associé à une nébuleuse en émission situé dans la constellation de la Dorade. Cet amas et cette nébuleuse sont situés dans le Grand Nuage de Magellan. NGC 1974 a été découvert par l'astronome écossais James Dunlop en 1826. 

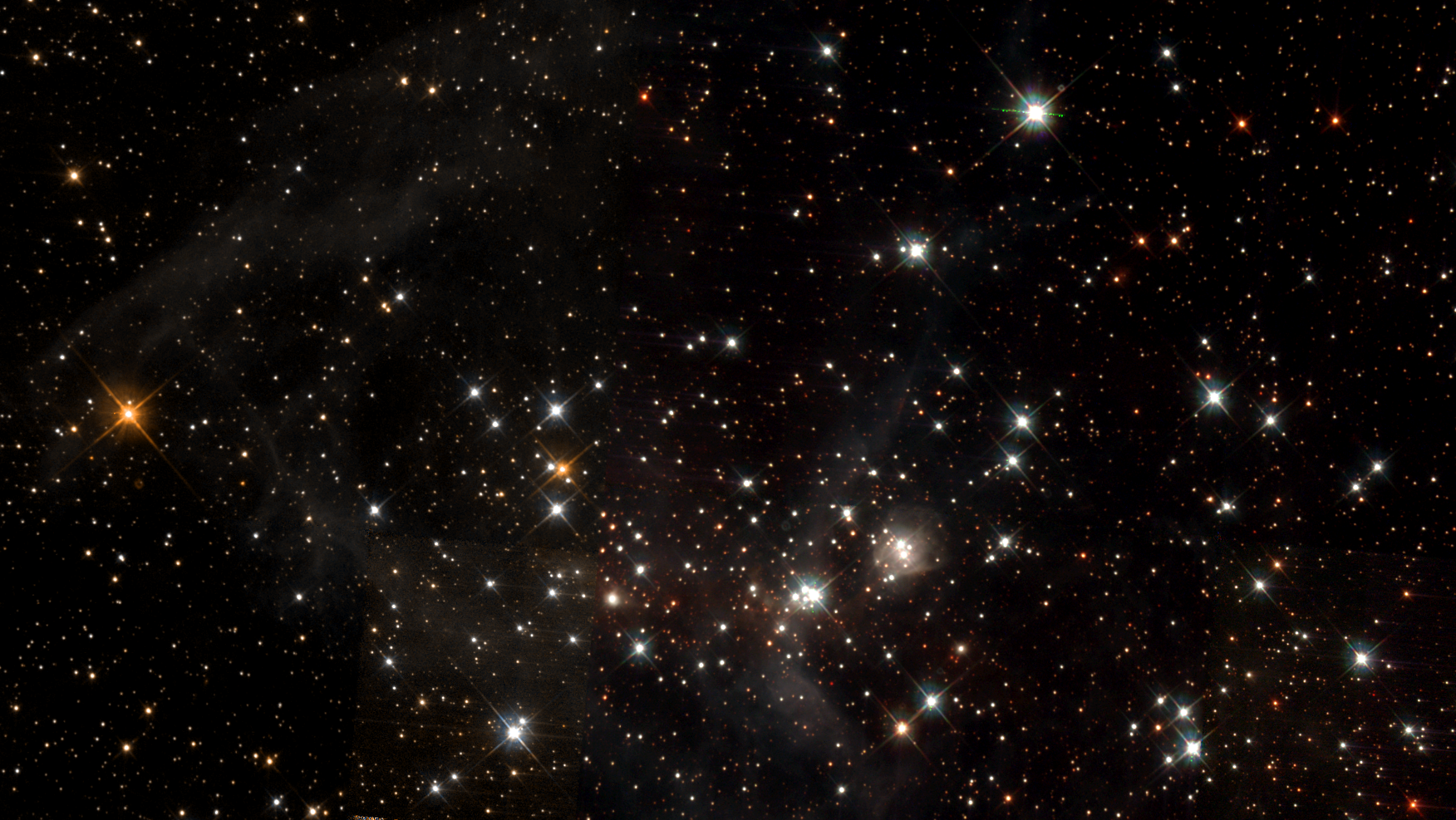
NGC 1974 par le télescope spatial Hubble.